# Audi Type G
L’Audi Type G était une voiture particulière de la catégorie des familiales que l’usine Audi a sortie en 1914. C’était la plus petite voiture d’avant-guerre d’Audi.
Le véhicule était équipé d’un moteur quatre cylindres en ligne IOE à deux blocs d’une cylindrée de 2,1 litres installé à l’avant. Il développait 22 ch à 1 900 tr/min. Il entraînait les roues arrière via une transmission à quatre vitesses à arbre intermédiaire et un arbre à cardan. La voiture avait un châssis en échelle et deux essieux rigides à ressorts à lames. Elle était disponible en tant que biplace sport.
Jusqu’en 1923, 1 122 exemplaires ont été construits. Cela fait de ce modèle le modèle le plus fréquemment construit avant qu’Audi ait été intégré à Auto Union.